# Luis Carlos Croissier Batista
Luis Carlos Croissier Batista (Arucas, Illes Canàries, 1950), és un polític i professor universitari espanyol que fou Ministre d'Indústria i Energia en el segon govern de Felipe González.

## Biografia
Va néixer el 1950 a la ciutat d'Arucas, població situada a l'illa canària de Las Palmas. Va estudiar ciències econòmiques a la Universitat de Las Palmas i posteriorment fou professor de teoria econòmica a la Universitat Complutense de Madrid.

## Activitat política
Membre del Partit Socialista Obrer Espanyol (PSOE) després de les eleccions generals de 1982, que dugueren al poder al PSOE, fou nomenat Subsecretari del Ministeri d'Indústria i Energia pel ministre Carlos Solchaga Catalán. Proclamat diputat electe al Congrés en substitució de Francisco Fernández Ordóñez al gener de 1983 hagué de renunciar al seu escó el 17 de febrer del mateix any per considerar-se incompatible amb el desenvolupament de la seva tasca professional al Ministeri d'Indústria.
Després de les eleccions generals de 1986 fou nomenat Ministre d'Indústria i Energia per part de Felipe González, abandonant aquest càrrec el 1988 per esdevenir president de l'Institut Nacional d'Indústria (INI). Ferm impulsor des de la seva posició de ministre de la Comissió Nacional del Mercat de Valors (CNMV) en fou el primer president entre 1988 i 1996.